# Nákovics László (újságíró)
Nákovics László (Szombathely, 1977. február 9. –) magyar szerkesztő, számítástechnikai szakíró, újságíró.

## Pályafutása
Nákovics László (írói álnevei: Gorgo, GorgoHU, NL, Nákovics L.) a József Attila Tudományegyetem (SZTE) BMI bölcsészkarának kommunikáció szakán végzett. Közel tizenöt éven át volt a hazai számítástechnikai magazinok között sokáig vezető szerepet betöltő Computer Panoráma (CP) című magazin szerkesztője, majd indulásától a HVG Kiadó Techline.hu című online IT magazinjának felelős szerkesztője. Külsős szerzőként dolgozott a legtöbb mérvadó hazai IT magazinnak (PC World, CHIP, BYTE) és online kiadványoknak (például Kreativfolio.hu).
Számos hazai print kiadvány felelős szerkesztőjeként is dolgozott (IT Plusz, Smartphone & Tablet Plusz stb.), részt vett több könyv, kiadvány írásában és szerkesztésében. Foglalkozik grafikai munkákkal, webfejlesztéssel, szoftverfejlesztéssel, IT tanácsadással.
Jelenleg a techwok.hu című magyar IT-blogot szerkeszti, illetve a szakiro.hu oldal szerzője.

## Munkakörei
- Computer Panoráma (szerkesztő, rovatvezető, DVD-szerkesztő)
- CHIP, PC World, BYTE (külsős újságíró)
- HVG Techline.hu (felelős szerkesztő)
- IT Plusz (felelős szerkesztő)
- Smartphone & Tablet Plusz (felelős szerkesztő)
- KKV Szakmai Magazin (vezető szerkesztő, alapító tag)
- Golden List (vezető szerkesztő)
- Techwok.hu (felelős szerkesztő, alapító)
- Szakiro.hu (szerkesztő, vezető fejlesztő)

## Könyvei
- Linux könyv, minden, amit a Linuxról tudni kell! 2001[6][7]
- Internet gyakorlati kézikönyv[8]